# Julianne Dalcanton
Julianne Dalcanton (Pittsburgh, 29 de janeiro de 1968) é uma astrônoma estadunidense.

## Carreira
É professora de astronomia da Universidade de Washington e pesquisadora do Sloan Digital Sky Survey. Sua principal linha de trabalho é a formação e desenvolvimento de galáxias. Dirige atualmente o ACS Nearby Galaxy Survey Treasury (ANGST)-Programm no Telescópio Espacial Hubble.
Tornou-se internacionalmente conhecida pela descoberta do cometa C/1999 F2, que recebeu o seu nome. Em 2012 o asteroide (148384) Dalcanton foi batizado com seu nome. Recebeu o Prêmio Beatrice M. Tinsley de 2018.